# Fortià Solà i Moreta
Fortià Solà i Moreta (Torelló, 1876 – Barcelona, 1948) Va ser un sacerdot i historiador. Es va formar al seminari de Vic, sota el mestratge del bisbe Torras i Bages. Fou ordenat sacerdot al seminari de Vic l'any 1901.
Cantà la seva primera missa a Torelló, al santuari de Ntra. Sra. De Rocaprevera, el dia de la Mare de Déu de la Mercè del 1901. Un any després, al mes de juliol de 1902 fou nomenat capellà auxiliar de l'Hospital de Vic on només exercí durant dos mesos, perquè al setembre va anar al seminari de Tarragona per cursar el grau de llicenciatura en Sagrada Teologia.
El Dr. Solà exercí el vicariat a les parròquies de Montesquiu, Navarcles (1905, on començà les tasques d'historiador), Moià i Igualada. Al Bages va fer amistat amb l'advocat i polític manresà Leonci Soler March i amb Mn. Antoni Vila Sala que el van introduir en els cercles il·lustrats de la comarca. El primer va facilitar-li la publicació de les seves primerenques monografies i el segon li va fer conèixer a fons la documentació arxivística dels pobles de Navarcles i Moià.
Defensava que Catalunya havia de ser catalana i cristiana, estimava el patrimoni dels avantpassats i era partidari de recuperar-ne la història. Fortià Solà va ser el model d'eclesiàstic erudit que va contribuir en vida a la demanda de Vic perquè s'estudiessin i ordenessin els arxius parroquials. Va saber compaginar la seva tasca de sacerdot amb els treballs d'escriptor, amb col·laboracions a la premsa local i amb la redacció de fulls parroquials.
Des de 1913 a 1920 va gaudir del seu primer benefici a Centelles on va ordenà l'arxiu parroquial i cofundà la congregació dels Lluïsos i promogué les caramelles de la vila. El seu interès per l'excursionisme va possibilitar la descoberta del dolmen de la Serra de l'Arca, el de la Costa de Can Brull i els de Cruïlles, entre molts d'altres. Juntament amb joves excursionistes centellencs van explorar les coves del Frau i van redescobrir l'església romànica de Santa Maria Savall.
Fou impulsor dels 49 números de “La Veu de Centelles”(1919-1921). Autor de– El Crist de Centelles (1920) – “L'escut heràldic de Centelles (1926)
L'any 1920 va demanar un benefici per exercir de sacerdot a l'església parroquial de Ntra. Sra. Del Carme de Barcelona. Tot i les reticències del bisbe de Vic Francisco Muñoz, van concedir-li el trasllat a la diòcesi de Barcelona. Va ingressar de col·laborador en el Foment de la Pietat Catalana i li van encarregar d'escriure la biografia del bisbe Torras i Bages, que va publicar el 1935, després de 10 anys de treball.
Els últims anys de la seva vida els passà al Carme de Barcelona.

## Obra
La seva producció literària és formada per més de 30 obres, la majoria de santuaris marians (Fussimanya, Cabrera, Puiglagulla, ...) pobles com Navarcles, Sallent o Aiguafreda i esglésies i monestirs (Sant Benet de Bages, parròquia de Moià, parròquia del Carme, ...). També és l'autor de la biografia de Josep Torras i Bages.
- El Cabreres. Sabadell : Joan Sallent, [19--?].
- Navarcles : notes històriques. Manresa : Imp. D. Nuñez, 1910.[4]
- Nostra Senyora de Fussimanya : ressenya històrica, novena, goigs. Manresa : Impr. L Josep, 1911.
- Igualadines. Igualada : s.n. 1912?
- Nostra Senyora de Cabrera : monografia històrica. Barcelona : Ibèrica, 1915.
- Nostra Senyora de Puiglagulla : monografia històrica. Vich : Imp. Geroni Portavella, 1916.
- El Pi de Centelles. Vich : Tipografia Balmesiana, 1918. Reeditat
- Temple Parroquial de Moya i sa titular i patrona Santa Maria de la Misericordia. Vich : Imp. De Geroni Portavella, 1918.
- Història de Sallent. Vich : Imp. De Llucià Anglada, 1920. reeditat
- Novena històrica en honor de Santa Maria de la Pietat d'Igualada. Lleida, s.n., 1921
- Pomell històric de Montserrat. Barcelona : Foment de Pietat Catalana, 1926.
- La Mare de Déu del Sol del Pont de Roda: monografia històrica. Barcelona : Foment de Pietat Catalana, 1928.
- Nostra Senyora de Roca Prevera (Torello) : monografia històrica. Barcelona : Foment de Pietat, [1930].
- Santa Eulària de Barcelona i el seu monument de la plaça del Pedró : monografia històrica. Barcelona : Foment de Pietat, 1931.
- El Santuari de la Mare de Déu del Coll (Barcelona - Vallcarca) : monografia històrica. Barcelona : La Esperanza, 1931.
- Aiguafreda, la parròquia antiga i el poble modern. Barcelona : La Bona Parla, 1932. reeditat
- La Parròquia de Nostra Senyora del Carme de Barcelona : monografia històrica. Barcelona : Balmes, 1933.
- Sant Sebastià i el seu temple de Moyà : Monografia històrica. Barcelona : J. Prota Barnadàs, 1934.
- La Santa Majestat de Caldes de Montbui : Monografia històrica. Barcelona : Imp. i Lllbr. La Bona Parla, 1934.
- El Sant Crist del Monestir de Ripoll. Ripoll : s.n., 1935.
- Biografia [Josep Torras i Bages]. Barcelona : Balmes, 1935. reeditat
- Sant Andreu de Llavaneres monografia : Monografia historica de la parròquia en el primer centenari de la benedicció del Temple actual (1836-1936). Barcelona : Imp. Badia, [1936]. reeditat
- El Santuari de Lourdes de la Nou : provincia de Barcelona – Alt Llobregat: monografia històrica.  Barcelona : Graf. Marina, 1936.
- Goigs a llaor de la Mare de Déu de Cabrera : que es canten a la seva ermita del Cabrerés. Vic : Imp. Portavella, 1944.
- El Mont de Pietat de la Mare de Déu de la Gleva de la Parròquia de Sant Just de Barcelona : 1747-1947. Barcelona : Suñol, 1947.
- Història de Torelló : monografia basada en els arxius parroquial i municipal de la vila. Barcelona : Graf. Marina 1947-1948.
- [Sant Crist de Lepant prodigiosa image veneradao a ia Catedral de Barcelona (Monografia historic). Barcelona : M Montserrat Barrat Editora, 1950.
- Aplec de versos. Barcelona : [S.n.], 1950 (Graficas Marina).
- Història de Núria. Barcelona : Estel, 1952.
- El Monestir de Sant Benet de Bages. Manresa : Imp. J. Vergé, 1955.
- Novena en honor de la Mare de Déu Rocaprevera. Barcelona : Balmes, 1955.
- Goigs de la devota imatge del Sant Crist d'Aiguafreda de Dalt, Bisbat de Vic. Barcelona : Impremta Vda. Guinart, 1962.
- Història de Sant Llorenç del Munt : obra pòstuma del Dr. Fortià Solà... Sabadell : Amigos de las Escuelas Pías, 1964.
- Història de la comarca d'Osona. Sant Cugat del Vallès : Rourich, 1992.
- Santa Maria de Tagamanent : edició del Ms. 291, fins ara inèdit, de la Biblioteca Episcopal de Vic. Vic : Arxiu i Biblioteca Episcopal, 2012.